# العم سام

العم سام

العم سام هو رمز ولقب شعبي يطلق على الولايات المتحدة الأميركية

## أصل الكلمة
يعود اسم العم سام إلى القرن التاسع عشر إلى حرب سنة 1812 تحديدا. الاسم مأخوذ من اسم جزار محلي أميركي يدعى صموئيل ويلسون Samuel Wilson. كان هذا الجزار يزود القوات الأميركية المتواجدة بقاعدة عسكرية بمدينة تروي الواقعة بولاية نيويورك، بلحم البقر، وكان يطبع براميل هذا اللحم بحرفي U.S. (أي الولايات المتحدة) إشارة إلى أنها ملك الدولة. فأطلقوا لقب العم سام على التاجر. فحرف U للرمز إلى Uncle أي العم وS إلى Sam أي سام.
توفي بتاريخ 13-7-1854 عن عمر يناهز ال 88 عاما. ودفن في مدينة نيويورك.

## خلفيّة
تُعتبر كلمة «سام» تجسيد وطني مشترك للحكومة الفيدرالية للولايات المتحدة أو الدولة بشكل عام، والتي، وفقًا للأسطورة، دخلت حيز الاستخدام خلال حرب عام 1812 ومن المفترض أنها سميت باسم صموئيل ويلسون. الأصل الفعلي غامض. منذ أوائل القرن التاسع عشر، كان العم سام رمزًا شائعًا للحكومة الأمريكية في الثقافة الأمريكية ومظهرًا من مظاهر المشاعر الوطنية. في حين أن شخصية العم سام تمثل الحكومة على وجه التحديد، فإن كولومبيا تمثل الولايات المتحدة كأمة. كما اكتسبت الصورة شهرة سيئة لاستخدامها في الدعاية العسكرية. كانت أول إشارة إلى العم سام في الأدب الرسمي (بخلاف الصحف) في الكتاب الاستعاري عام 1816 مغامرات العم سام، في البحث عن شرفه المفقود بقلم فريدريك أوغسطس فيدفادي، إسق.

## تجسيدات سابقة

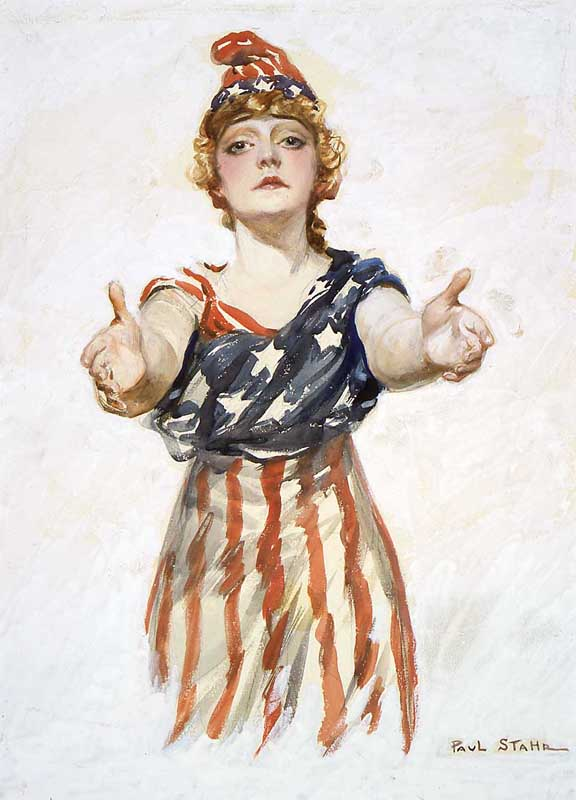
كولومبيا

كان أول تجسيد معروف للولايات المتحدة هو امرأة تدعى كولومبيا، ظهرت لأول مرة في عام 1738 (قبل الولايات المتحدة) وأحيانًا ارتبطت بتجسيد نسائي آخر، ليدي ليبرتي. مع الحرب الثورية الأمريكية، جاء الأخ جوناثان، تجسيدًا للذكور، وظهر العم سام أخيرًا بعد حرب عام 1812. ظهرت كولومبيا مع الأخ جوناثان أو العم سام، لكن استخدامها تراجع كتجسيد وطني لصالح Liberty، وتم التخلي عنها فعليًا بمجرد أن أصبحت التميمة لكولومبيا بيكتشرز في عشرينيات القرن الماضي.

وفقًا لمقال في 1893 صحيفة الشاهد اللوثري (بالإنجليزية: The Lutheran Witness)، كان العم سام ببساطة اسمًا آخر للأخ جوناثان:
عندما نلتقي به في السياسة ندعوه العم سام. عندما نلتقي به في المجتمع ندعوه الأخ جوناثان. هنا من العم الراحل سام، كان الأخ جوناثان يقوم بالكثير من الشكوى، ولم يفعل أي شيء آخر. [ك‍] 
في يوم 24 مارس 1810، ورد في إحدى المجلات الصادرة عن إسحاق مايو (ضابط كبير في البحرية الأمريكية) ما يلي:
مرساة وقفت أسفل المرفأ، ومرَّت من ساندي هوك، حيث يوجد منزلان خفيفان، وأُرسلت إلى البحر، في اليوم الأول والثاني من أكثر البحار فتكًا، أوه، كان بإمكاني أن أكون على الشاطئ في ارتفاع [معيّن]، أقسم أن العم سام، كما يسمونه، سيفقد بالتأكيد خدمات بحار واحد على الأقل إلى الأبد.

## التطور

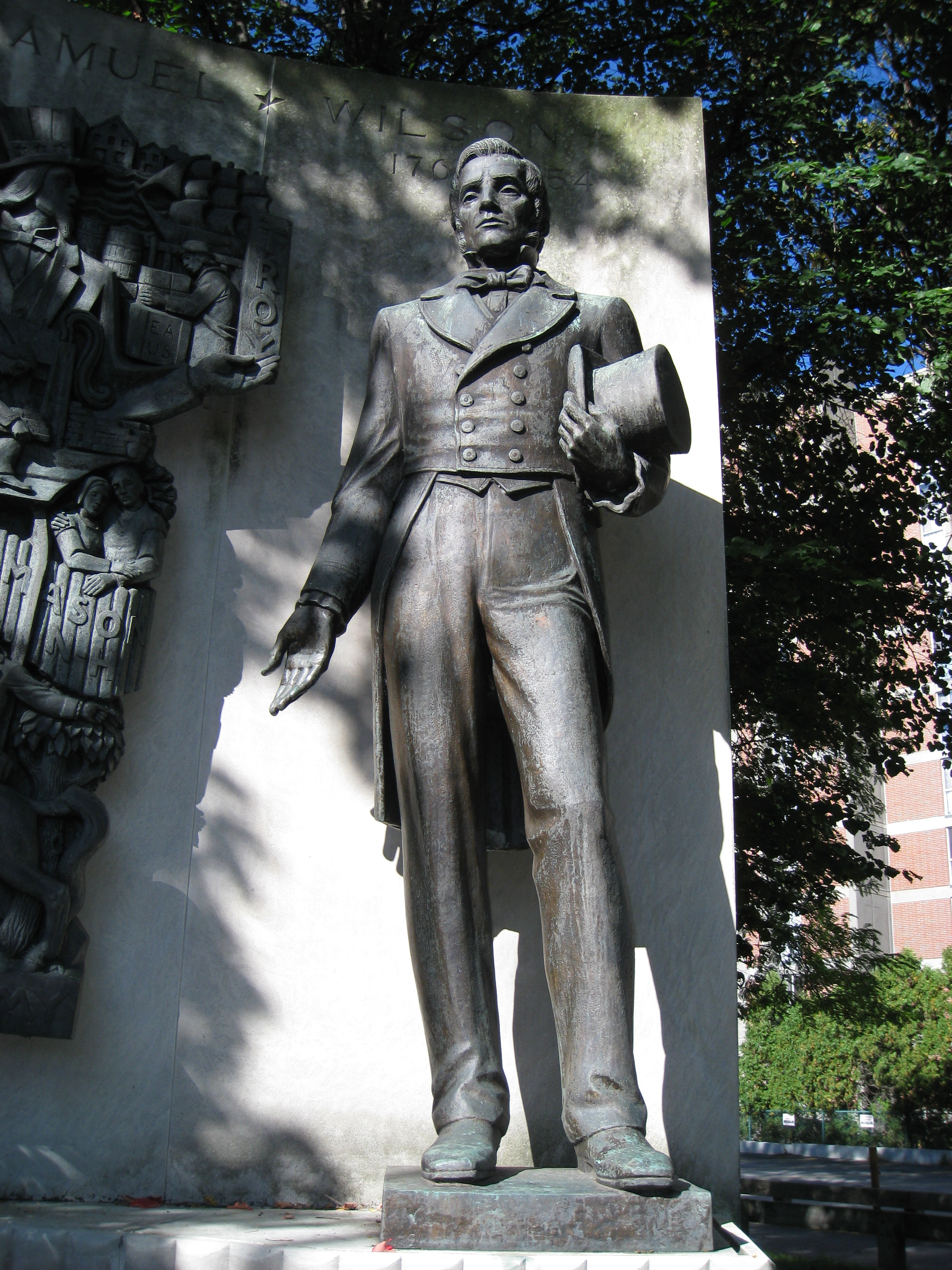
نصب صامويل ويلسون التذكاري في أرلينغتون، ماساتشوستس

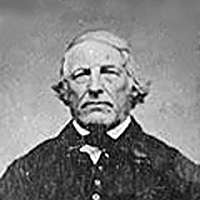
صورة صموئيل ويلسون من تروي، نيويورك

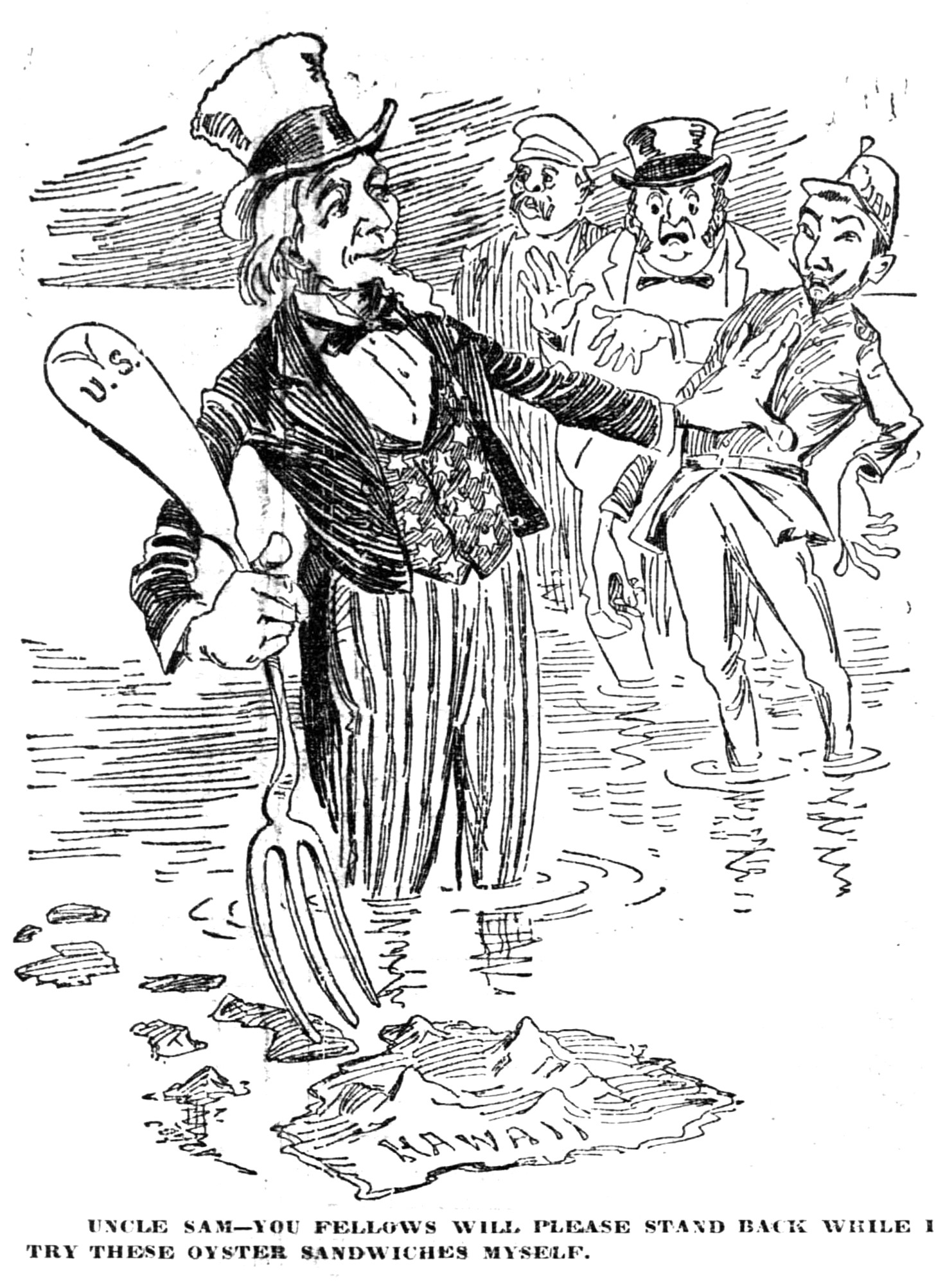
غالبًا ما جسد العم سام الولايات المتحدة في الرسوم الكاريكاتورية السياسية، مثل هذه الرسوم في عام 1897 حول ضم الولايات المتحدة لهاواي.

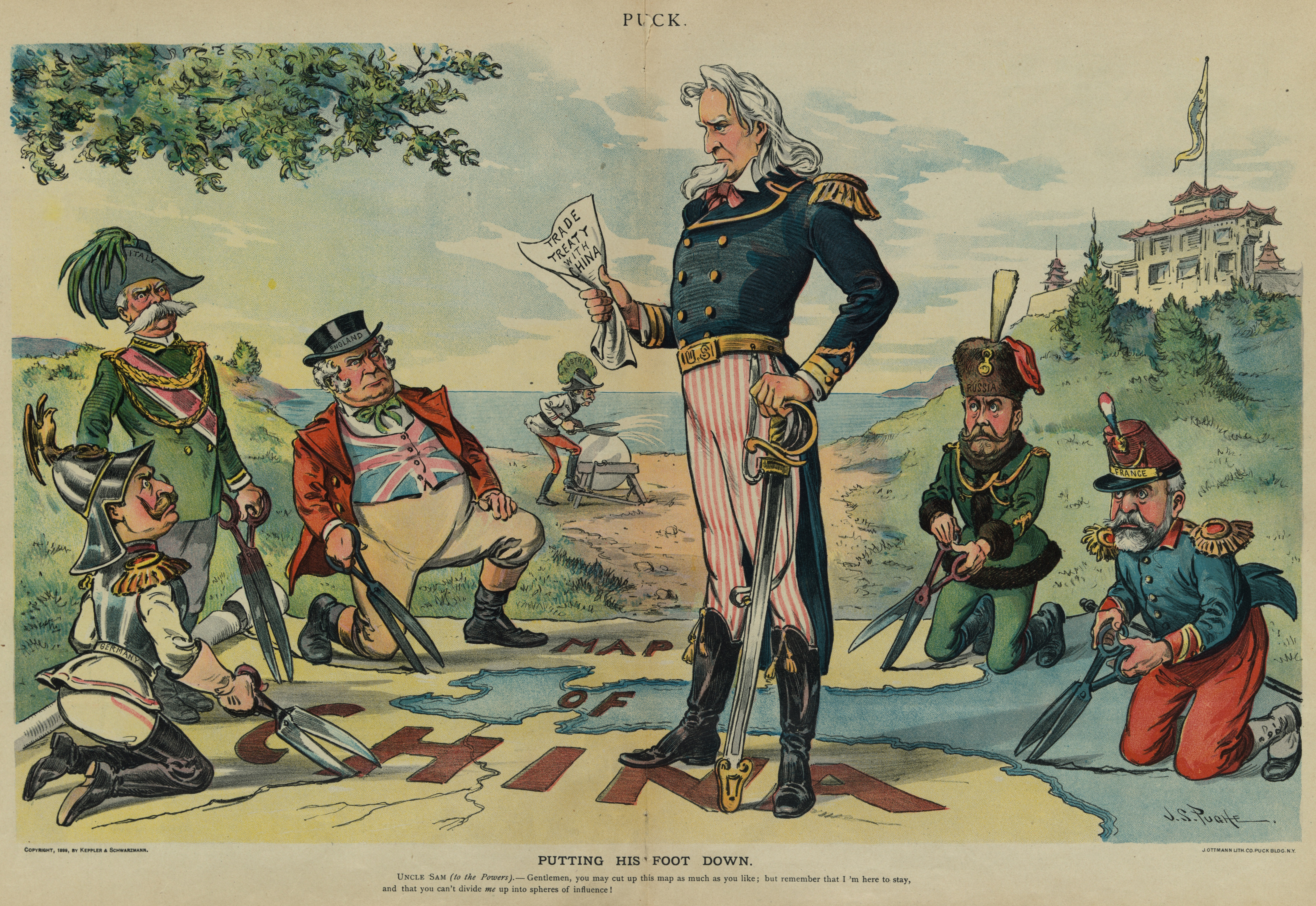
العم سام أخذ زمام المبادرة في تقطيع الصين في صورة نُشرت في مجلّة أمريكية في 23 أغسطس 1899).

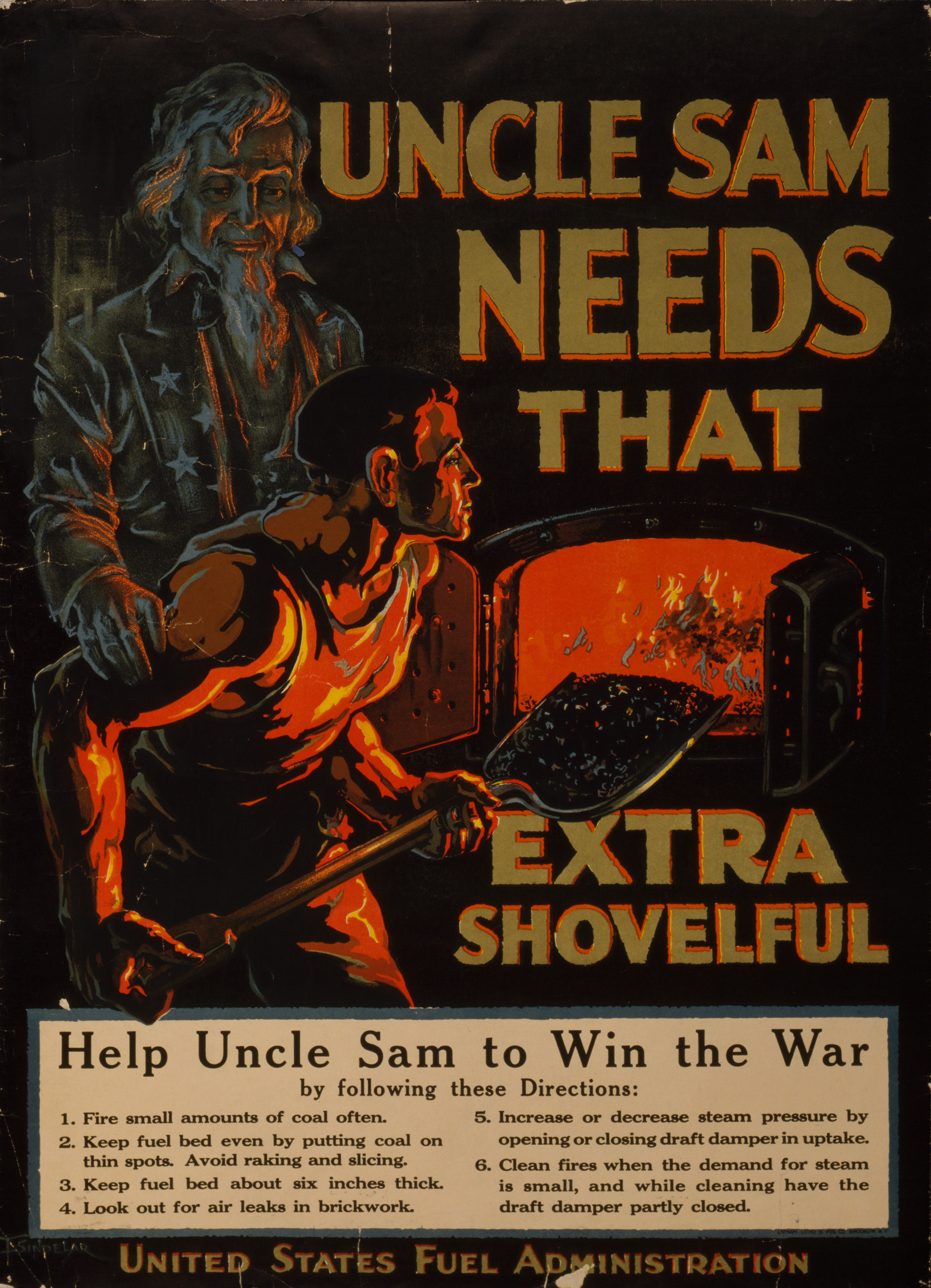
ملصق من إدارة الوقود بالولايات المتحدة خلال الحرب العالمية الأولى: "العم سام يحتاج إلى مجرفة إضافية"

الأصل الدقيق لشخصية العم سام غير واضح، ولكن الأسطورة الشعبية هي أن اسم «العم سام» مشتق من صمويل ويلسون، صانع لحوم من تروي، نيويورك، الذي قدم حصص الإعاشة للجنود الأمريكيين خلال حرب عام 1812. كان هناك شرط في ذلك الوقت على المقاولين أن يختموا أسمائهم ومن أين تأتي الحصص على الطعام الذي يرسلونه. تم تصنيف عبوات ويلسون على أنها "EA-US" عندما سأل أحدهم ما يمثل ذلك، قال زميل في العمل مازحا، «إلبرت أندرسون [المقاول] والعم سام»، في إشارة إلى ويلسون، على الرغم من أن الولايات المتحدة تقف في الواقع مع «الولايات المتحدة». أثيرت شكوك حول صحة هذه القصة، حيث لم يظهر الادعاء في الطباعة حتى عام 1842. بالإضافة إلى ذلك، فإن أول ذكر معروف يشير بالتأكيد إلى العم سام هو من عام 1810، قبل عقد ويلسون مع الحكومة. في وقت مبكر من عام 1835، أشار الأخ جوناثان إلى العم سام، مشيرًا إلى أنهم يرمزون إلى أشياء مختلفة: الأخ جوناثان كان الدولة نفسها، بينما كان العم سام هو الحكومة وسلطتها.
بحلول خمسينيات القرن التاسع عشر، تم استخدام اسمي الأخ جوناثان والعم سام بشكل متبادل تقريبًا، لدرجة أن صور ما كان يُطلق عليه سابقًا «الأخ جوناثان» كانت تُسمى «العم سام». وبالمثل، فإن مظهر كل من التجسيد كان متنوعًا بشكل كبير. على سبيل المثال، أظهر أحد تصوير العم سام في عام 1860 أنه يشبه بنجامين فرانكلين، حين أن التصوير المعاصر للأخ جوناثان  يبدو أشبه بالنسخة الحديثة من العم سام، على الرغم من عدم وجود لحية صغيرة.
لم يحصل العم سام على مظهر قياسي، حتى مع التخلي الفعلي عن الأخ جوناثان قرب نهاية الحرب الأهلية الأمريكية، حتى تم إنشاء صورة التجنيد المعروفة للعم سام لأول مرة من قبل جيمس مونتغمري فلاج خلال الحرب العالمية الأولى. الصورة مستوحاة من ملصق تجنيد بريطاني يظهر اللورد كيتشنر في وضع مماثل.  هذه الصورة هي التي أثرت أكثر من أي صورة أخرى على المظهر الحديث للعم سام: رجل أبيض مسن بشعر أبيض ولحية صغيرة، يرتدي قبعة بيضاء عليها نجوم بيضاء على شريط أزرق، معطف ذيل أزرق، وبنطلون مخطط باللونين الأحمر والأبيض. تم عرض تصوير فلاش للعم سام علنًا لأول مرة، وفقًا للبعض، على غلاف مجلة ليزلي ويكلي في يوليو. 6، 1916، مع التسمية التوضيحية «ماذا تفعل للاستعداد؟»  تمت طباعة أكثر من مليون نسخة من هذه الصورة بين عامي 1917 و1918. تم استخدام صورة فلاغ أيضا على نطاق واسع خلال الحرب العالمية الثانية، تم خلالها تحمل الاسم الرمزي الولايات المتحدة «ساملاند» من قبل وكالة الاستخبارات الألمانية أبفير. كان المصطلح محوريًا في أغنية " The Yankee Doodle Boy "، التي ظهرت عام 1942 في المسرحية الموسيقية يانكي دودل داندي. يوجد نصب تذكاري للعم سام، كلاهما يحيي ذكرى حياة صامويل ويلسون: تمثال العم سام التذكاري في أرلينغتون، ماساتشوستس، مسقط رأسه؛ ونصب تذكاري بالقرب من مقر إقامته طويل الأمد في ريفرفرونت بارك، تروي، نيويورك. لا يزال من الممكن زيارة منزل طفولة ويلسون في ماسون، نيو هامبشاير. توفي صموئيل ويلسون في يوليو 31، 1854، يبلغ من العمر 87 عامًا، ودُفن في مقبرة أوكوود، تروي، نيويورك.
في عام 1976، تم تصوير العم سام في «عيد ميلاد أمتنا الـ 200، عيد الميلاد رقم 100 للهاتف» بواسطة ستانلي ميلتزوف لنظام بيل. في عام 1989، أصبح «يوم العم سام» رسميًا. قرار مشترك للكونجرس، محدد في سبتمبر 13، 1989، باسم «يوم العم سام»، عيد ميلاد صموئيل ويلسون. في عام 2015، قامت شركة ماي هيرتج (بالإنجليزية: MyHeritage) للتاريخ العائلي بإجراء بحث عن شجرة عائلة العم سام وادعت أنها تعقبت أقاربه الأحياء.

## روابط خارجية
- العم سام: الرجل والميم من تأليف ناتالي إلدر (المتحف الوطني للتاريخ الأمريكي)
- صور العم سام التاريخية
- James Montgomery Flaggs 1917 "I Want You" Poster and other works على موقع واي باك مشين (نسخة محفوظة October 28, 2004)
- ما هو أصل العم سام؟
- صحف الحرب الأهلية هاربر الأسبوعية

## ملصق الحرب العالمية الأولى

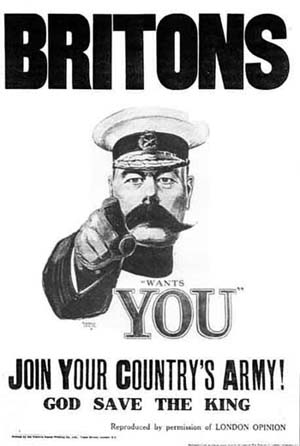
الملصق البريطاني

خلال الحرب العالمية الأولى تم رسم ملصق للعم مستوحى من ملصق بريطاني يدعو إلى التجنيد في الجيش. يرسم هذا الملصق العم سام مؤشرا بيده مع تعليق يقول 'I WANT YOU FOR U.S. ARMY. أي أريدك في الجيش الأمريكي. قام برسم هذا الملصق الرسام جايمس مونيجومري فلاج.